# Looking Hot
«Looking Hot» —en español: «Con un look sensual»— es una canción de la banda estadounidense No Doubt incluido en su sexto álbum de estudio Push and Shove. Fue elegido como el segundo sencillo del álbum. Además, la canción ocupó la ubicación número 44 en el sitio web PopJustice en una lista de los "Top 45 singles" del año 2012.

## Lanzamiento y promoción
No Doubt interpretó la canción en The Tonight Show with Jay Leno el 25 de octubre de 2012, un episodio con el presidente Barack Obama como único invitado. La canción fue interpretada también en The X Factor el 4 de noviembre, así como en los MTV Europe Music Awards 2012 en Frankfurt, Alemania, el 11 de noviembre.
El 27 de noviembre de 2012, algunos aficionados de la banda, unieron sus esfuerzos y crearon un video no oficial llamado "Looking Hot Day" en las redes sociales. Organizado como una campaña mundial de sus fanáticos para conseguir que la canción logre aumentar sus ventas en iTunes y Amazon.

## Video musical
El 2 de noviembre de 2012 fue estrenado un video musical de la canción dirigido por Melina Matsoukas, quien dirigiera los videos de We Found Love de Rihanna y Your Body de Christina Aguilera, y se realizó la filmación en Santa Clarita, California. Este video en el que mostraba una confrontación entre vaqueros e indios fue retirado por la banda debido a la polémica que surgió en torno al video, reportado como presuntos estereotipos despectivos para los nativos americanos.
En su página oficial, la banda emitió un comunicado pidiendo disculpas, y que ellos como banda multirracial nunca pretendieron ofender a nadie, y que habían consultado el tema con amigos nativos antes de nada.

## Lista de canciones
- Sencillo digital[6]

1. "Looking Hot" – 4:43
2. "Looking Hot (Stephen Hilton Remix)" – 7:14
3. "Settle Down (Jonas Quant Remix)" – 4:33

- The Remixes[7]

1. "Looking Hot (Kill Paris Remix)" – 4:22
2. "Looking Hot (R3hab Remix)" – 4:23
3. "Looking Hot (Stephen Hilton Remix)" – 7:14